# 新喬治亞群島戰役
新喬治亞群島戰役是对第二次世界大战期间太平洋战区同盟国部队与大日本帝国间所发生的一系列陆上及海上战役的统称。此次战役为“马车轮行动”的一部分，盟军尝试在南太平洋地区进行战略部署以孤立日本在拉包尔的主要基地。盟军占领拉塞尔群岛之后，紧接着又在所罗门群岛中部的新乔治亚群岛群发动了是次战役。战役中的主要交火都发生在新乔治亚岛本身，尽管在整个战役期间，盟军围绕着整个岛链也同时发动了重要攻势。